# Colaphus pulchellus
Colaphus pulchellus — вид жуков из подсемейства хризомелин семейства листоедов.

## Распространение
Распространён в Египте и, возможно, также в Алжире.